# Бен Вудберн
Бенджамін «Бен» Вудберн (англ. Benjamin "Ben" Woodburn; нар. 15 жовтня 1999, Ноттінгем, Англія) — валлійський футболіст. атакувальний півзахисник англійського «Ліверпуля» та збірної Уельсу. На умовах оренди виступає за «Гарт оф Мідлотіан».

## Кар'єра
Бен Вудберн дебютував в основному складі «Ліверпуля» 26 листопада 2016 року, вийшов на заміну в матчі Прем'єр-ліги проти «Сандерленда». Нападник став третім наймолодшим за всі часи та другим наймолодшим у чемпіонаті дебютантом клубу. За три дні в матчі Кубка ліги проти «Лідс Юнайтед» у віці 17 років 45 днів став наймолодшим за всю історію автором голу «Ліверпуля», обійшовши за цим показника Майкла Оуена на 98 днів.
8 січня 2017 року в матчі кубка Англії проти клубу «Плімут Аргайл» Вудберн вперше вийшов у стартовому складі «червоних». 8 квітня футболіст вперше вийшов зі стартових хвилин у чемпіонаті, у матчі проти «Сток Сіті».
У сезоні 2017/18 був капітаном команди U-19 «Ліверпуля» в Юнацькій лізі УЄФА, з якою дійшов до чвертьфіналу турніру.
Першу половину наступного сезону провів в оренді в команді Чемпіоншипа «Шеффілд Юнайтед», однак не зміг закріпитися в основному складі. З січня 2019 повернувся до «Ліверпуля», де жодного разу не вийшов на поле за основну команду, але отримав золоту медаль Ліги чемпіонів.
З 2019 по 2020 виступав на правах оренди за команду Першої ліги «Оксфорд Юнайтед», а з 2020 по 2021 за «Блекпул».

## Досягнення
- Переможець Ліги чемпіонів (1):

«Ліверпуль»: 2018-19